# Die verrückte Geschichte der Welt, Teil II
Die verrückte Geschichte der Welt, Teil II (Originaltitel: History of the World, Part II) ist eine US-amerikanische Miniserie, die eine Fortsetzung des Films Die verrückte Geschichte der Welt von 1981 ist, der von Mel Brooks inszeniert wurde. Die Premiere der Miniserie fand am 6. März 2023 auf dem US-Streamingdienst Hulu statt. Im deutschsprachigen Raum erfolgte die Erstveröffentlichung der Miniserie am 26. April 2023 durch Disney+ via Star als Original.

## Handlung
Nach mehr als 40 Jahren hat das Warten ein Ende und der Film Die verrückte Geschichte der Welt von Mel Brooks findet seine Fortsetzung. Jede Episode besteht aus verschiedenen Sketchen, die den Zuschauer in verschiedene Epochen der Menschheitsgeschichte mitnehmen.

## Besetzung und Synchronisation
Die deutschsprachige Synchronisation entstand nach den Dialogbüchern von Matthias Müntefering sowie unter der Dialogregie von Julia Haacke durch die Synchronfirma Iyuno-SDI Group Germany in München.

### Hauptdarsteller
| Rolle | Schauspieler   | Synchronsprecher |
| --- | -------------- | ---------------- |
| Erzähler | Mel Brooks     | Peter Musäus     |
| Verschiedene Charaktere (u. a. Harriet Tubman, Bessie Coleman und Shirley Chisholm)                          | Wanda Sykes    | Sonja Reichelt   |
| Verschiedene Charaktere (u. a. Judas, Galileo, Henry Kissinger und Jafet)                                    | Nick Kroll     | Jaron Löwenberg  |
| Verschiedene Charaktere (u. a. Ulysses S. Grant, Alexander Graham Bell, Leon Trotsky und Theodore Roosevelt) | Ike Barinholtz | Stefan Günther   |

## Episodenliste
| Nr. | Deutscher Titel | Originaltitel | Erstveröffentlichung (USA) | Deutschsprachige Erstveröffentlichung (D/A/CH) | Regie                                                  | Drehbuch |
| --- | --------------- | ------------- | -------------------------- | ---------------------------------------------- | ------------------------------------------------------ | --- |
| 1   | I               | I             | 6. März 2023               | 26. Apr. 2023                                  | Alice Mathias, David Stassen, Nick Kroll & Lance Bangs | Ike Barinholtz, Emmy Blotnick, Guy Branum, Mel Brooks, Owen Burke, Adam Countee, Lance Crouther, Ana Fabrega, Fran Gillespie, Janelle James, Jennifer Kim, Nick Kroll, Sergio Serna, David Stassen & Wanda Sykes |
| 2   | II              | II            | 6. März 2023               | 26. Apr. 2023                                  | Alice Mathias & David Stassen                          | Ike Barinholtz, Emmy Blotnick, Guy Branum, Mel Brooks, Owen Burke, Adam Countee, Lance Crouther, Ana Fabrega, Fran Gillespie, Janelle James, Jennifer Kim, Nick Kroll, Sergio Serna, David Stassen & Wanda Sykes |
| 3   | III             | III           | 7. März 2023               | 26. Apr. 2023                                  | Alice Mathias & David Stassen                          | Ike Barinholtz, Emmy Blotnick, Guy Branum, Mel Brooks, Owen Burke, Adam Countee, Lance Crouther, Ana Fabrega, Fran Gillespie, Janelle James, Jennifer Kim, Nick Kroll, Sergio Serna, David Stassen & Wanda Sykes |
| 4   | IV              | IV            | 7. März 2023               | 26. Apr. 2023                                  | Alice Mathias, David Stassen, Nick Kroll & Lance Bangs | Ike Barinholtz, Emmy Blotnick, Guy Branum, Mel Brooks, Owen Burke, Adam Countee, Lance Crouther, Ana Fabrega, Fran Gillespie, Janelle James, Jennifer Kim, Nick Kroll, Sergio Serna, David Stassen & Wanda Sykes |
| 5   | V               | V             | 8. März 2023               | 26. Apr. 2023                                  | Alice Mathias & David Stassen                          | Ike Barinholtz, Emmy Blotnick, Guy Branum, Mel Brooks, Owen Burke, Adam Countee, Lance Crouther, Ana Fabrega, Fran Gillespie, Janelle James, Jennifer Kim, Nick Kroll, Sergio Serna, David Stassen & Wanda Sykes |
| 6   | VI              | VI            | 8. März 2023               | 26. Apr. 2023                                  | Alice Mathias & David Stassen                          | Ike Barinholtz, Emmy Blotnick, Guy Branum, Mel Brooks, Owen Burke, Adam Countee, Lance Crouther, Ana Fabrega, Fran Gillespie, Janelle James, Jennifer Kim, Nick Kroll, Sergio Serna, David Stassen & Wanda Sykes |
| 7   | VII             | VII           | 9. März 2023               | 26. Apr. 2023                                  | Alice Mathias                                          | Ike Barinholtz, Emmy Blotnick, Guy Branum, Mel Brooks, Owen Burke, Adam Countee, Lance Crouther, Ana Fabrega, Fran Gillespie, Janelle James, Jennifer Kim, Nick Kroll, Sergio Serna, David Stassen & Wanda Sykes |
| 8   | VIII            | VIII          | 9. März 2023               | 26. Apr. 2023                                  | Alice Mathias & David Stassen                          | Ike Barinholtz, Emmy Blotnick, Guy Branum, Mel Brooks, Owen Burke, Adam Countee, Lance Crouther, Ana Fabrega, Fran Gillespie, Janelle James, Jennifer Kim, Nick Kroll, Sergio Serna, David Stassen & Wanda Sykes |